# Coloneura fragilis
Coloneura fragilis är en fjärilsart som beskrevs av Barnes och Mcdunnough 1916. Coloneura fragilis ingår i släktet Coloneura och familjen säckspinnare. Inga underarter finns listade i Catalogue of Life.